# Discontinuité de Lehmann

Structure de la Terre. 1 : croûte continentale, 2 : croûte océanique, 3 : manteau supérieur, 4 : manteau inférieur, 5 : noyau externe, 6 : noyau interne ; A : discontinuité de Mohorovičić, B : discontinuité de Gutenberg, C : discontinuité de Lehmann.

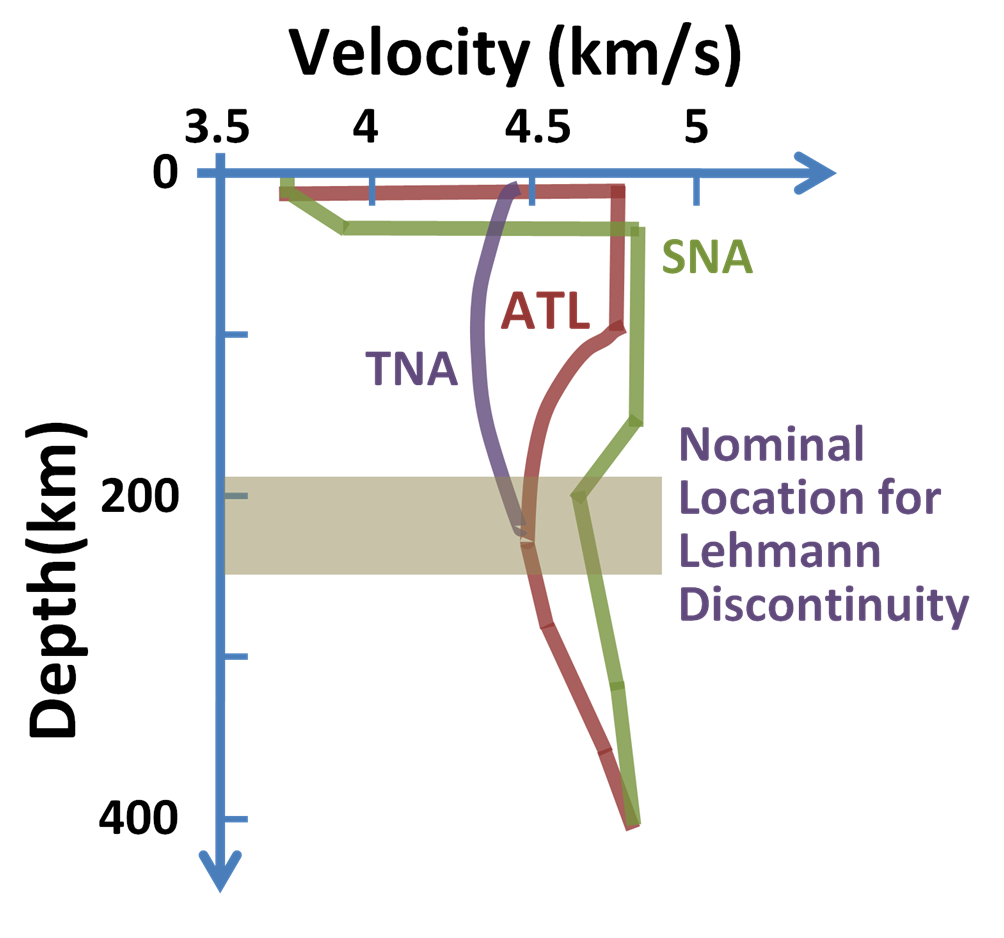
Vitesse de propagation des ondes S dans le manteau supérieur, dans trois régions typiques : TNA = province tectonique nord-américaine, SNA = bouclier nord-américain, ATL = Atlantique Nord.

On a donné le nom de discontinuité de Lehmann à deux discontinuités sismiques à l'intérieur de la Terre, sans rapport entre elles mais toutes deux découvertes par la sismologue danoise Inge Lehmann.

## Limite noyau externe-noyau interne
Pour les articles homonymes, voir ICB.
La discontinuité la plus nette est la limite du noyau interne (en anglais, inner core boundary ou ICB). Cette discontinuité se situe à l'intérieur du noyau terrestre, à une profondeur d'environ 5 150 km. Se manifestant surtout par une réflexion partielle des ondes P, c'est l'interface entre le noyau externe (liquide) et le noyau interne (solide). Avant sa découverte on pensait que le noyau était entièrement liquide.

## Discontinuité au sein du manteau supérieur
L'autre discontinuité de Lehmann se situe dans le manteau supérieur à une profondeur de 220 ± 30 km, et se manifeste par une brusque augmentation de la vitesse des ondes P et des ondes S. Souvent présente sous les continents mais en général pas sous les océans, elle n'est pas toujours mentionnée dans les études concernant le manteau supérieur et fait encore l'objet de controverses. Plusieurs explications ont été proposées : une profondeur accrue de l'asthénosphère, une transition de phase, ou plus probablement des variations de l'anisotropie des ondes S en fonction de la profondeur.